# Bernard Salvatori
Bernard Salvatori, né en 1952 à Marseille, est un chasseur sous-marin français, professeur d'éducation physique, moniteur de ski et de natation, résidant à Montpellier.

## Biographie
Il est l'actuel capitaine de l'équipe de France de la FNSPA.
Son père Tony a été champion du monde par équipes en 1963, à Rio de Janeiro (et vice-champion du monde par équipes en 1967, à Cayo Avales (Cuba)).

## Palmarès
- Vice-champion du monde individuel en 1992 (à Porto Cristo (Majorque (Espagne));
- Vice-champion du monde par équipes en 1989 (à San Teodoro);
- 3e du championnat du monde individuel en 1989 (à San Teodoro);
- 3e du championnat du monde par équipes en 1992 (à Porto Cristo);
- Second de la Coupe d'Europe en 1986 (à Villacarlos);
- Vice-champion d'Europe par équipes en 1988 (à Marsala-Trapani);
- 3e du championnat d'Europe individuel en 1988 (à Marsala-Trapani);
- Champion de France en 1987 (à Solenzara);
- Vainqueur du Grand Prix de Villacarlos en 1989.